# Förbudslagen i Finland

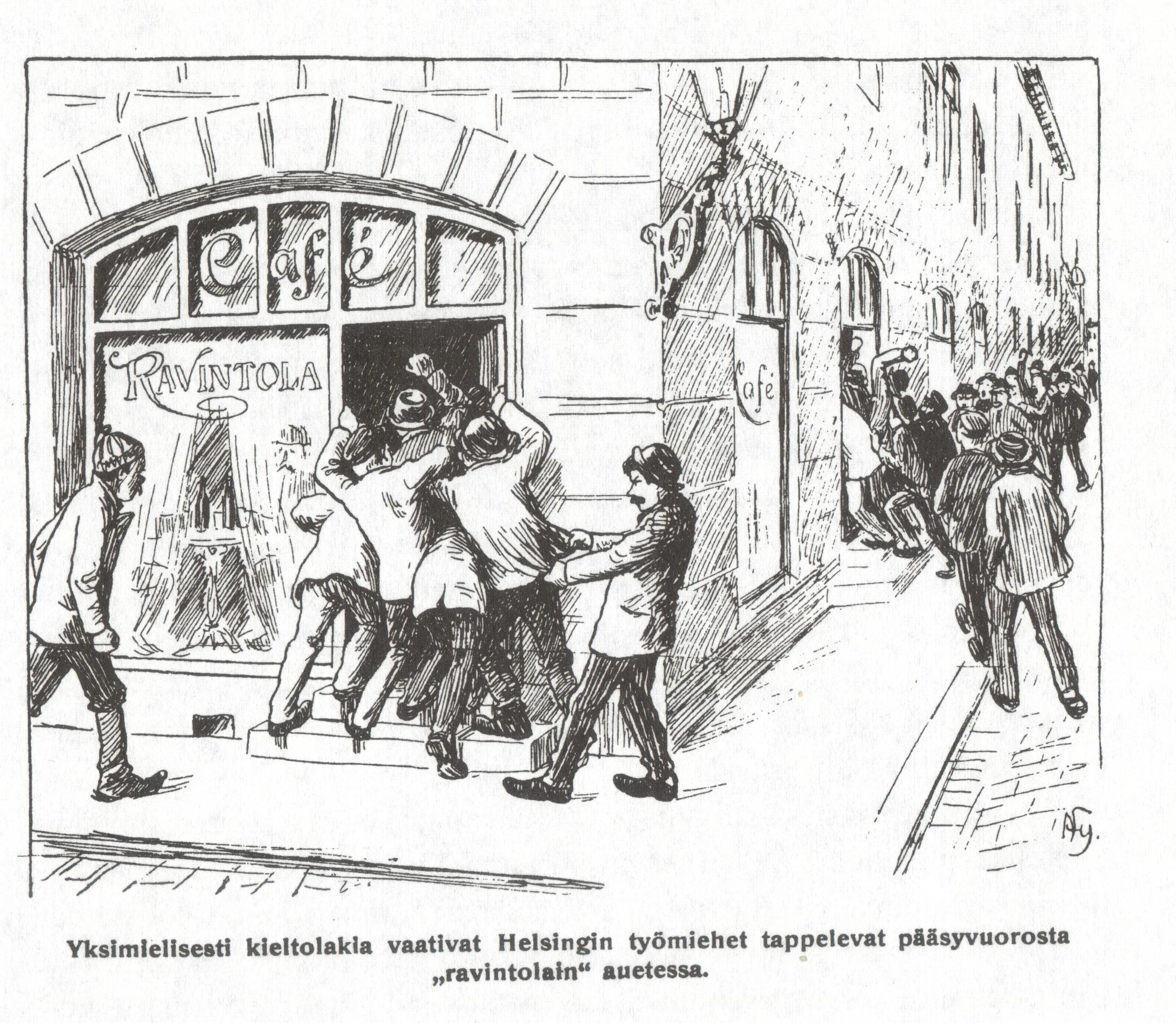
En skämtteckning om förbudslagen av tecknaren Alex Federley.

Förbudslagen var en under åren 1919–1932 i Finland gällande lag om totalförbud mot försäljning och nyttjande av rusdrycker. 
Efter representationsreformen fick nykterhetsvännerna majoritet i Finlands lantdag och antog 1907 en lag om totalförbud mot försäljning och nyttjande av rusdrycker. Tsaren vägrade dock att stadfästa denna lag, men det gjorde däremot den temporära ryska regeringen i slutet av maj 1917. Det bestämdes då att förbudet skall träda i kraft först den 1 juni 1919, och då var Finland redan ett självständigt land. 
Förbudslagen visade sig dock vara ett misslyckat experiment. Den drog stora kostnader bland annat genom den väldiga stab av övervakare av lagens efterlevnad (så kallade snusare), som man var tvungen att anställa. Lagen saknade stöd i det allmänna rättsmedvetandet och de ytterst allmänna överträdelserna ledde till minskad respekt för lag överhuvudtaget. Lönnbränning, receptmissbruk och från 1924 särskilt olaglig införsel av bland annat estnisk och tysk sprit, som fördes iland av professionella smugglare från fartyg på internationellt vatten, hörde till bilden för dagen under förbudstiden, då dryckenskapen på grund av spritens lättillgänglighet snarare tilltog än minskade. 
Nykterhetsrörelsen, för vilken förbudslagen framstått som det slutliga målet, råkade efter dess införande på defensiven, medan förbudsmotståndarna bland annat inom Antiförbudsföreningen (finska: Täyskiellon vastustamisyhdistys, grundad 1919) gick till häftiga angrepp mot den enligt deras mening skadliga lagen. För att motarbeta Antiförbudsföreningens strävanden och som stöd åt nykterhetsorganisationerna bildades 1919 Förbudslagsförbundet (finska: Kieltolakiliitto) på initiativ av socialministern, som då var Santeri Alkio. 
Förbudslagens anhängare omfattade till en början samtliga politiska partier utom Svenska folkpartiet (den hade överhuvudtaget uppenbarligen ett svagare understöd bland landets svenskspråkiga befolkning än bland de finsktalande), men hade sina hängivnaste anhängare inom arbetarrörelsen och Agrarförbundet. Sedan Lapporörelsen i början av 1931 deklarerat sig som motståndare till förbudslagen, omprövade Samlingspartiet och Framstegspartiet sin ställning och yrkade på en folkomröstning i saken. 
Den sittande borgerliga samlingsregeringen utsåg i oktober 1931, sedan frågan utretts av en kommitté under ledning av lantbruksrådet Edvard Björkenheim, inom sig ett ministerutskott, som beslöt verkställa en rådgivande folkomröstning om olika alternativ för alkoholhanteringen ännu samma år. Omröstningen hölls den 29–30 december 1931 och gav klart utslag för totalförbudets avskaffande i det att 71,6 % röstade för dess upphävande. 28,0 % röstade för bibehållen förbudslag medan 1,4 % röstade för det tredje alternativet: öl- och vinhandel tillåten under samhällets överinseende. Valdeltagandet var 44,4 %. 
Förbudslagen avskaffades genom beslut av Finlands riksdag den 5 april 1932, varefter rusdrycker började säljas av det då grundade Alko.